# Raluca Șerban
Raluka Serban (17 de junio de 1997) es una jugadora de tenis profesional, nacida en Rumanía, de nacionalidad chipriota desde 2019.
Serban tiene como mejor ranking de individuales, el número 197.º, logrado en noviembre de 2024. También tiene como mejor ranking de dobles, el número 181, logrado en diciembre de 2018. Hasta la fecha, Șerban ha ganado diez títulos individuales y once de dobles en el circuito ITF.
Șerban debutó en un cuadro principal en el torneo de dobles de  2018 BGL Luxemburgo haciendo pareja con Isabella Shinikova.

## Títulos ITF

### Singles 10
| Leyenda          |
| ---------------- |
| $100,000 torneos |
| $80,000 torneos  |
| $60,000 torneos  |
| $25,000 torneos  |
| $15,000 torneos  |
| $10,000 torneos  |

| Títulos por superficie |
| ---------------------- |
| Duro (6)               |
| Tierra batida (4)      |
| Hierba (0)             |
| Alfombra (0)           |

| Núm. | Fecha                   | Torneo                           | Superficie    | Adversario                 | Puntuación      |
| ---- | ----------------------- | -------------------------------- | ------------- | -------------------------- | --------------- |
| 1.   | 19 de abril de 2015     | Heraklion, Grecia                | Duro (O)      | Cristina Sánchez-Quintanar | 6–2, 6–3        |
| 2.   | 26 de abril de 2015     | Heraklion, Grecia                | Duro (O)      | Anna Bondár                | 4–6, 6–4, 6–1   |
| 3.   | 17 de abril de 2016     | Heraklion, Grecia                | Duro (O)      | Cristiana Ferrando         | 6–3, 7–6 (7–4)  |
| 4.   | 13 de noviembre de 2016 | Heraklion, Grecia                | Duro (O)      | Gabriella Taylor           | 6–4, 7–5        |
| 5.   | 20 de noviembre de 2016 | Heraklion, Grecia                | Duro (O)      | Nina Kruijer               | 3–6, 4–0 (Ret.) |
| 6.   | 29 de enero de 2017     | Antalya, Turquía                 | Tierra batida | Alena Fomina               | 6–2, 6–3        |
| 7.   | 14 de mayo de 2017      | Antalya, Turquía                 | Tierra batida | Dasha Ivanova              | 7–5, 6–2        |
| 8.   | 4 de marzo de 2018      | Heraklion, Grecia                | Tierra batida | Anastasia Dețiuc           | 6–3, 5–7, 6–2   |
| 9.   | 6 de octubre de 2018    | Santa Margherita Di Pula, Italia | Tierra batida | Anastasia Grymalska        | 7–6(7–2), 6–4   |
| 10.  | 27 de octubre de 2018   | Estambul, Turquía                | Duro (I)      | Nina Stojanović            | 6–2, 7–5        |

Ganó el W25 Aparecida de Goiania (Br.) a Selena Janicijevic (Fr.) 7-5 6-2 el 6 de abril de 2024.